# Grobiņas pagasts
Grobiņas pagasts er en territorial enhed i Grobiņas novads i Letland. Pagasten etableredes i 1820, havde 2.836 indbyggere i 2010 og omfatter et areal på 131,40 kvadratkilometer. Hovedbyen i pagasten er Dubeņi.